# Liga Dominicana de Fútbol 2020
La Liga Dominicana de Fútbol 2020 fue la edición número VI de la LDF. Este torneo de fútbol de mayor relevancia en el país, organizado por la Federación Dominicana de Fútbol (FEDOFUTBOL), daría comienzo en la segunda semana de marzo, pero se ha pospuesto. En la competición participaron 10 equipos. La modalidad de juego fue en tres fase (Fase Regular - Fase de Liguilla - Fase Play-off).
El 24 de septiembre se anunció el cambio de formato convertido en fase de grupos, con lo cual comenzó el 9 de octubre. Fue programado para terminar el 13 de diciembre.

## Sistema de competición
El torneo de la Liga Dominicana de Fútbol, está conformado en dos partes:
- Fase de Grupos: Se jugará un sistema de fase de grupos dividos en 2 circuitos: Circuito Norte y Circuito Sur. Cada equipo disputará un total de 6 jornadas en su respectivo circuito en campo propio y campo contrario. El primer lugar de cada circuito clasificará directo a las semifinales, mientras que el segundo y tercer lugar de cada circuito clasificará al repechaje.

El orden de clasificación de los equipos, se determinará en una tabla de cómputo general, de la siguiente manera:
- 1) Mayor cantidad de puntos;
- 2) Mayor diferencia de goles a favor; en caso de igualdad;
- 3) Mayor cantidad de goles convertidos; en caso de igualdad;
- 4) Mayor cantidad de goles de visita marcados; en caso de igualdad;
- 5) Menor cantidad de tarjetas rojas recibidas; en caso de igualdad;
- 6) Menor cantidad de tarjetas amarillas recibidas; en caso de igualdad;
- 7) Sorteo.

- Fase final: Se jugará un sistema de eliminación, el cual los equipos clasificados al repechaje jugarán un partido único, los vencedores jugarán contra los clasificados directos a semifinales a doble partido, y los vencedores de esta jugarán la Gran Final a doble partido.

### Clasificación para competiciones internacionales
El campeón y subcampeón de la Gran Final tendrán un cupo al Campeonato de Clubes de la CFU

## Árbitros
Esta es la lista de todos los árbitros disponibles que podrán dirigir partidos este torneo.
| Árbitros | Edad    | Categoría |
| -------- | ------- | --------- |
| Nombre   | 45 años |           |
| Nombre   | 45 años |           |
| Nombre   | 45 años |           |

## Equipos participantes
Un total de 8 equipos disputarán el Torneo 2020.

### Equipos porProvincia
| Provincia         | N.º | Equipos                           |
| ----------------- | --- | --------------------------------- |
| Distrito Nacional | 2   | Club Atlético Pantoja y O&M FC    |
| La Vega           | 2   | Atlético Vega Real y Jarabacoa FC |
| La Romana         | 1   | Delfines del Este FC              |
| Puerto Plata      | 1   | Atlántico FC                      |
| San Cristóbal     | 1   | Atlético San Cristóbal            |
| Santiago          | 1   | Cibao FC                          |

### Información de los equipos
| Equipo                 | Entrenador          | Ciudad                                   | Estadio                         | Capacidad | Fundación      | Patrocinadores (en la camiseta)  | Uniforme    |
| ---------------------- | ------------------- | ---------------------------------------- | ------------------------------- | --------- | -------------- | -------------------------------- | ----------- |
| Atlántico FC           | Miguel Ángel Acosta | San Felipe de Puerto Plata, Puerto Plata | Leonel Plácido                  | 2,000     | 2014 (11 años) | Ocean World Farmacia Popular     | Batú Wear   |
| Atlético Pantoja       | Alejandro Trionfini | Santo Domingo, Distrito Nacional         | Olímpico Félix Sánchez          | 27,000    | 1999 (26 años) | Banco BHD León Laboratorios Rowe | Walon Sport |
| Atlético San Cristóbal | Johannes Hernández  | San Cristóbal, San Cristóbal             | Panamericano                    | 2,800     | 2014 (11 años) | Loncin Holdings                  | Batú Wear   |
| Atlético Vega Real     | Nahuel Bernabei     | Concepción de La Vega, La Vega           | Olímpico de La Vega             | 7,000     | 2014 (11 años) | Angloamericana de Seguros Alaver | LAF Sport   |
| Cibao FC               | Jorge Alfonso       | Santiago de los Caballeros, Santiago     | Cibao FC                        | 10,000    | 2014 (11 años) | Banreservas                      | Adidas      |
| Delfines del Este FC   | Edward Acevedo Cruz | La Romana, La Romana                     | Complejo Deportivo de La Romana | 1,200     | 2014 (11 años) | No tiene                         | Bee Sport   |
| Jarabacoa FC           | Pedro Estevez       | Jarabacoa, La Vega                       | Olímpico de La Vega             | 7,000     | 1986 (39 años) | Banreservas QA Company SRL       | Batú Wear   |
| O&M FC                 | Ronald Batista      | Santo Domingo, Distrito Nacional         | Olímpico Félix Sánchez          | 27,000    | 1974 (51 años) | Universidad Dominicana O&M       | HEB         |

Datos actualizados al 18 de octubre de 2020.
- El Atlético San Francisco y el Moca FC no fueron incluidos.

### Cambios de entrenadores
| Equipo           | Entrenador saliente | Fecha de salida | Jornada dirigidas | Reemplazado por     | Fecha de llegada |
| ---------------- | ------------------- | --------------- | ----------------- | ------------------- | ---------------- |
| Atlético Pantoja | Mariano Tejada      | 20 de Octubre   | (1 - 2)           | Alejandro Trionfini | 20 de Octubre    |

## Fase de clasificación

### Tabla de posiciones

#### Circuito Norte
| Pos. | Equipos            |  | PJ | PG | PE | PP | GF | GC | D.G | Puntos | Clasificación               |  |
| ---- | ------------------ |  | -- | -- | -- | -- | -- | -- | --- | ------ | --------------------------- |  |
| 1.   | Cibao FC           |  | 6  | 3  | 2  | 1  | 11 | 5  | +6  | 11     | Clasifica a las semifinales |  |
| 2.   | Atlántico FC       |  | 6  | 2  | 4  | 0  | 8  | 4  | +4  | 10     | Repechaje de clasificación  |  |
| 3.   | Atlético Vega Real |  | 6  | 1  | 4  | 1  | 10 | 8  | +2  | 7      | Repechaje de clasificación  |  |
| 4.   | Jarabacoa FC       |  | 6  | 0  | 2  | 4  | 3  | 15 | -12 | 2      |                             |  |

| Simbología |
| --- |
| Pos – Posición; PJ – Partidos Jugados; PG - Partidos Ganados; PE - Partidos Empatados; PP - Partidos Perdidos; GF – Goles a Favor; GC – Goles en Contra; DIF – Diferencia de Goles; PTS - Puntos. |

#### Circuito Sur
| Pos. | Equipos                |  | PJ | PG | PE | PP | GF | GC | D.G | Puntos | Clasificación               |
| ---- | ---------------------- |  | -- | -- | -- | -- | -- | -- | --- | ------ | --------------------------- |
| 1.   | O&M FC                 |  | 6  | 4  | 1  | 1  | 8  | 2  | +6  | 13     | Clasifica a las semifinales |
| 2.   | Delfines del Este FC   |  | 6  | 3  | 2  | 1  | 8  | 8  | 0   | 11     | Repechaje de clasificación  |
| 3.   | Atlético San Cristóbal |  | 6  | 2  | 0  | 4  | 8  | 12 | -4  | 6      | Repechaje de clasificación  |
| 4.   | Atlético Pantoja       |  | 6  | 1  | 1  | 4  | 7  | 9  | -2  | 4      |                             |

| Simbología |
| --- |
| Pos – Posición; PJ – Partidos Jugados; PG - Partidos Ganados; PE - Partidos Empatados; PP - Partidos Perdidos; GF – Goles a Favor; GC – Goles en Contra; DIF – Diferencia de Goles; PTS - Puntos. |

### Evolución de la clasificación

#### Zona Norte
| Cibao FC                                     | 2 | 1 | 2 | 1 | 1 | 1 |
| Atlántico FC                                 | 3 | 3 | 1 | 2 | 3 | 2 |
| Atlético Vega Real                           | 1 | 2 | 3 | 3 | 2 | 3 |
| Jarabacoa FC                                 | 4 | 4 | 4 | 4 | 4 | 4 |
| Última actualización: 7 de noviembre de 2020 |   |   |   |   |   |   |

#### Zona Sur
| O&M FC                                       | 1 | 1 | 1 | 1 | 1 | 1 |
| Delfines del Este FC                         | 3 | 4 | 3 | 2 | 2 | 2 |
| Atlético San Cristóbal                       | 4 | 2 | 4 | 4 | 3 | 3 |
| Atlético Pantoja                             | 2 | 3 | 2 | 3 | 4 | 4 |
| Última actualización: 7 de noviembre de 2020 |   |   |   |   |   |   |

## Play-Offs
|  | Repechaje                    | Repechaje                    | Repechaje                    |                        |   | Semifinales                                               | Semifinales                                               | Semifinales                                               | Semifinales                                               | Semifinales                                               |  |     | Final                       | Final                       | Final                       | Final                       | Final                       |  |
|  | 14 y 15 de noviembre de 2020 | 14 y 15 de noviembre de 2020 | 14 y 15 de noviembre de 2020 |                        |   | 21 y 22 de noviembre de 2020 28 y 29 de noviembre de 2020 | 21 y 22 de noviembre de 2020 28 y 29 de noviembre de 2020 | 21 y 22 de noviembre de 2020 28 y 29 de noviembre de 2020 | 21 y 22 de noviembre de 2020 28 y 29 de noviembre de 2020 | 21 y 22 de noviembre de 2020 28 y 29 de noviembre de 2020 |  |     | 6 y 13 de diciembre de 2020 | 6 y 13 de diciembre de 2020 | 6 y 13 de diciembre de 2020 | 6 y 13 de diciembre de 2020 | 6 y 13 de diciembre de 2020 |  |
|  |                              |                              |                              |                        |   |                                                           |                                                           |                                                           |                                                           |                                                           |  |     |                             |                             |                             |                             |                             |  |
|  |                              |                              |                              |                        |   |                                                           |                                                           |                                                           |                                                           |                                                           |  |     |                             |                             |                             |                             |                             |  |
|  |                              |                              |                              |                        |   |                                                           |                                                           |                                                           |                                                           |                                                           |  |     |                             |                             |                             |                             |                             |  |
|  |                              |                              |                              |                        |   |                                                           |                                                           |                                                           |                                                           |                                                           |  |     |                             |                             |                             |                             |                             |  |
|  |                              |                              |                              |                        |   |                                                           |                                                           |                                                           |                                                           |                                                           |  |     |                             |                             |                             |                             |                             |  |
|  |                              | 1.A                          | Cibao FC                     | 1                      | 0 | 1                                                         |                                                           |                                                           |                                                           |                                                           |  |     |                             |                             |                             |                             |                             |  |
|  |                              |                              |                              | 1                      | 0 | 1                                                         |                                                           |                                                           |                                                           |                                                           |  |     |                             |                             |                             |                             |                             |  |
|  |                              |                              | 2.B                          | Delfines del Este      | 2 | 1                                                         | 3                                                         |                                                           |                                                           |                                                           |  |     |                             |                             |                             |                             |                             |  |
|  | 2.B                          | Delfines del Este            | 2.B                          | Delfines del Este      | 2 | 1                                                         | 3                                                         | 2                                                         |                                                           |                                                           |  |     |                             |                             |                             |                             |                             |  |
|  | 2.B                          | Delfines del Este            |                              |                        |   |                                                           |                                                           |                                                           |                                                           |                                                           |  |     |                             |                             |                             |                             |                             |  |
|  | 3.A                          | Atlético Vega Real           | 1                            |                        |   |                                                           |                                                           |                                                           |                                                           |                                                           |  |     |                             |                             |                             |                             |                             |  |
|  | 3.A                          | Atlético Vega Real           | 1                            |                        |   |                                                           |                                                           |                                                           |                                                           |                                                           |  | 2.B | Delfines del Este           | 0                           | 1                           | 1                           |                             |  |
|  |                              |                              |                              |                        |   |                                                           |                                                           |                                                           |                                                           |                                                           |  | 2.B | Delfines del Este           | 0                           | 1                           | 1                           |                             |  |
|  |                              |                              | 1.B                          | O&M FC                 | 2 | 2                                                         | 4                                                         |                                                           |                                                           |                                                           |  |     |                             |                             |                             |                             |                             |  |
|  |                              |                              | 1.B                          | O&M FC                 | 2 | 2                                                         | 4                                                         |                                                           |                                                           |                                                           |  |     |                             |                             |                             |                             |                             |  |
|  |                              |                              |                              |                        |   |                                                           |                                                           |                                                           |                                                           |                                                           |  |     |                             |                             |                             |                             |                             |  |
|  |                              |                              |                              |                        |   |                                                           |                                                           |                                                           |                                                           |                                                           |  |     |                             |                             |                             |                             |                             |  |
|  |                              | 1.B                          | O&M FC                       | 3                      | 2 | 5                                                         |                                                           |                                                           |                                                           |                                                           |  |     |                             |                             |                             |                             |                             |  |
|  |                              |                              |                              | 3                      | 2 | 5                                                         |                                                           |                                                           |                                                           |                                                           |  |     |                             |                             |                             |                             |                             |  |
|  |                              |                              | 3.B                          | Atlético San Cristóbal | 0 | 1                                                         | 1                                                         |                                                           |                                                           |                                                           |  |     |                             |                             |                             |                             |                             |  |
|  | 2.A                          | Atlántico                    | 3.B                          | Atlético San Cristóbal | 0 | 1                                                         | 1                                                         | 1                                                         |                                                           |                                                           |  |     |                             |                             |                             |                             |                             |  |
|  | 2.A                          | Atlántico                    |                              |                        |   |                                                           |                                                           |                                                           |                                                           |                                                           |  |     |                             |                             |                             |                             |                             |  |
|  | 3.B                          | Atlético San Cristóbal       | 3                            |                        |   |                                                           |                                                           |                                                           |                                                           |                                                           |  |     |                             |                             |                             |                             |                             |  |
|  | 3.B                          | Atlético San Cristóbal       | 3                            |                        |   |                                                           |                                                           |                                                           |                                                           |                                                           |  |     |                             |                             |                             |                             |                             |  |
|  |                              |                              |                              |                        |   |                                                           |                                                           |                                                           |                                                           |                                                           |  |     |                             |                             |                             |                             |                             |  |

### Repechaje

#### Atlántico - Atlético San Cristóbal
| 14 de noviembre de 2020 | Atlántico       | 1:3 (0:1) | Atlético San Cristóbal                              | Estadio Cibao, Santiago    |                            |
| 16:00                   | Jhon García 81' | Reporte   | Jayro Jean 17' · Félix Pereyra 63' · Erlan Díaz 72' | Asistencia: 0 espectadores | Asistencia: 0 espectadores |

#### Delfines del Este - Atlético Vega Real
| 15 de noviembre de 2020 | Delfines del Este                 | 2:1 (0:0) | Atlético Vega Real | Estadio Panamericano de San Cristóbal, San Cristóbal |                            |
| 16:00                   | Juan Vélez 69' · Alonso Umaña 85' | Reporte   | Maykel Reyes 75'   | Asistencia: 0 espectadores                           | Asistencia: 0 espectadores |

### Semifinales

#### Cibao - Delfines del Este
| 22 de noviembre de 2020 | Delfines del Este                 | 2:1 (1:0) | Cibao                  | Estadio Félix Sánchez, Santo Domingo |  |
| 16:00                   | Juan Vélez 43' · Diefri Mensu 58' | Reporte   | Charles Herold Jr. 50' |                                      |  |

| 28 de noviembre de 2020             | Cibao | 0:1 (0:1) (Global 1:3) | Delfines del Este | Estadio Cibao, Santiago    |                            |
| 16:00                               |       |                        | Juan Díaz 45+2'   | Asistencia: 0 espectadores | Asistencia: 0 espectadores |
| Delfines del Este avanza a la final |       |                        |                   |                            |                            |

#### O&M - Atlético San Cristóbal
| 21 de noviembre de 2020 | Atlético San Cristóbal | 0:3 (0:3) | O&M FC                                                         | Estadio Panamericano de San Cristóbal, San Cristóbal |                            |
| 16:00                   |                        | Reporte   | Hilario Mena 7' · Devis Gutiérrez 32' · Aricheel Hernández 42' | Asistencia: 0 espectadores                           | Asistencia: 0 espectadores |

| 29 de noviembre de 2020 | O&M FC                                | 2:1 (2:1) (Global 5:1) | Atlético San Cristóbal | Estadio Félix Sánchez, Santo Domingo |                            |
| 16:00                   | Daniel Jamesley 30' · Roger Davis 43' |                        | Félix Pereyra 42'      | Asistencia: 0 espectadores           | Asistencia: 0 espectadores |
| O&M avanza a la final   |                                       |                        |                        |                                      |                            |

### Final
| 6 de diciembre de 2020 | Delfines del Este | 0:2 (0:2) | O&M FC                   | Estadio Félix Sánchez, Santo Domingo |  |
| 16:00                  |                   |           | Domingo Peralta 22', 29' |                                      |  |

| 13 de diciembre de 2020 | O&M FC                   | 2:1 (2:1) (Global 4:1) | Delfines del Este | Estadio Félix Sánchez, Santo Domingo |                                      |
| 15:00                   | Daniel Jamesley 7', 9' · |                        | Juan Díaz 6' ·    | Árbitro(s): Randy Encarnacion Solano | Árbitro(s): Randy Encarnacion Solano |

| Campeón LDF 2020 |
| ---------------- |
|                  |
| O&M FC           |
| 1° Título        |